# Paradoxurus hermaphroditus
La civeta de las palmeras común (Paradoxurus hermaphroditus), conocida como musang en tagalo, es una especie de mamífero carnívoro de la familia Viverridae que se distribuye ampliamente por la India, el sur de China e Indochina.

## Descripción
Su longitud total oscila entre 120 y 130 cm, de los que la cola representa aproximadamente la mitad. Su peso medio es de 3,2 kg. Su largo y achaparrado cuerpo se encuentra cubierto de un pelo hirsuto y tosco, generalmente de color grisáceo, con tonos negros en zarpas, orejas y hocico. Presenta tres filas de manchas negras en el cuerpo. Las manchas de la cara le dotan de parecido con el mapache. La cola no presenta manchas en forma de anillo, a diferencia de otras especies de civetas de las palmeras.
Su nombre científico hace referencia al hecho de que ambos sexos presentan ciertas glándulas bajo la cola que se asemejan a testículos. Su fórmula dental es la siguiente: 3/3, 1/1, 4/4, 2/2 = 40.

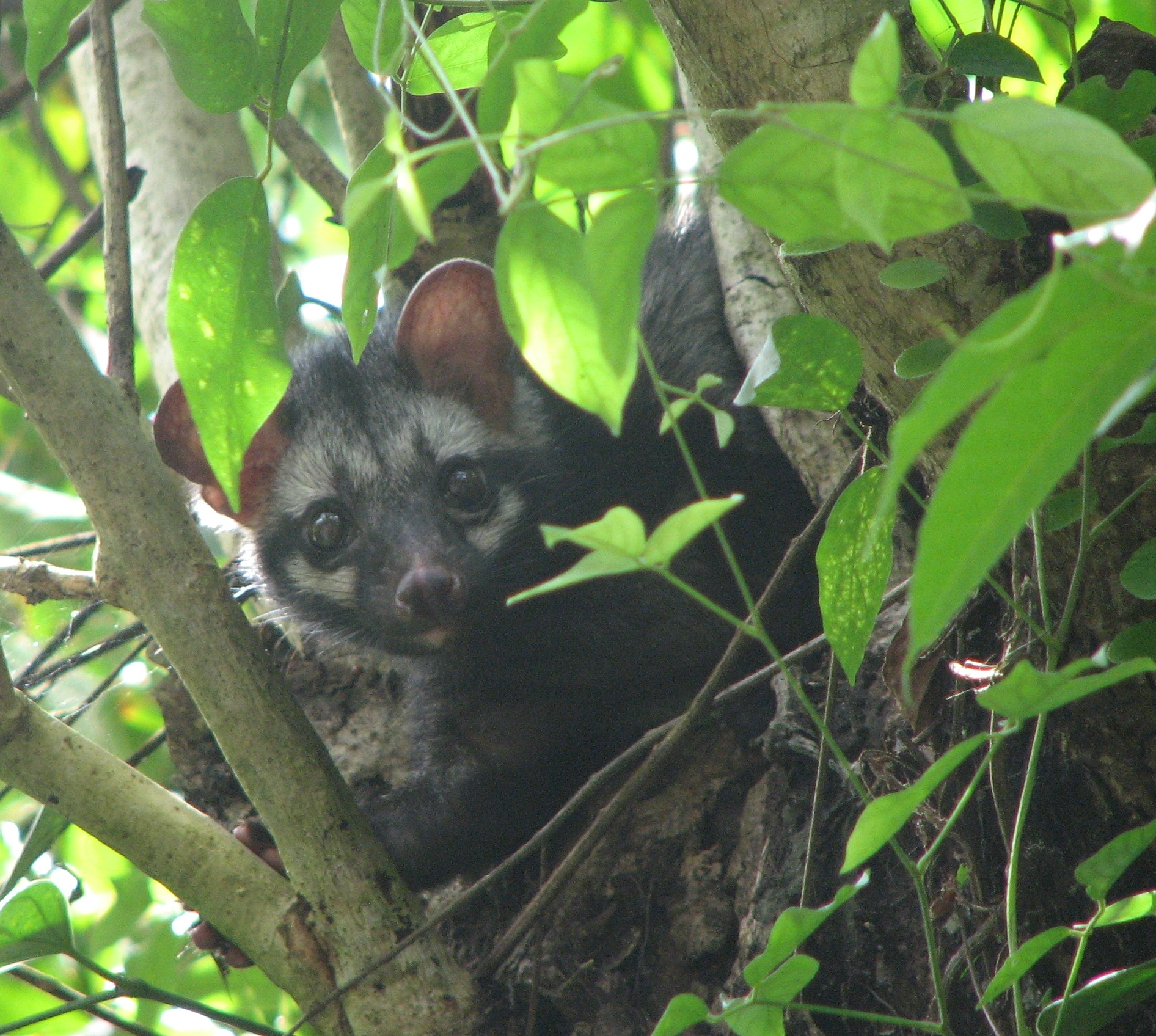
Civeta de las palmeras común sobre un árbol.

## Biología
La civeta de las palmeras común es un omnívoro nocturno. Se suele considerar que ocupa un nicho ecológico en Asia comparable al del mapache común (Procyon lotor) en Norteamérica. Su dieta incluye principalmente frutas como el chicozapote, el mango, y el rambután. También le agrada el jugo de la flor ave del paraíso (el mismo jugo que, fermentado, se convierte en un licor dulce, el vino de palma). Habita en bosques, parques y jardines en las afueras de las ciudades con frutales maduros, higueras, y vegetación no perturbada. Posee glándulas que producen una secreción nociva que la civeta puede usar como método de defensa. Sus afiladas garras le permiten trepar fácilmente a árboles y canalones domésticos.
En la mayor parte de Sri Lanka constituye una plaga, ya que habita y se reproduce en los tejados y áticos de las viviendas, y por las noches perturba el sueño de los habitantes con el ruido de sus movimientos y peleas.
La grasa extraída de pequeñas porciones de su carne, conservada en aceite de linaza en recipientes cerrados de barro, y regularmente sometida a la luz del sol, se usa como remedio indígena para la sarna.
El Kopi Luwak se prepara usando granos de café que han sido ingeridos por esta  civeta, parcialmente digeridos, y recolectados de entre sus heces.[cita requerida]
El hábitat de esta especie está reduciéndose rápidamente en la actualidad (finales del s. XX, principios del s. XXI).

## Subespecies
Se reconocen las siguientes subespecies:
- Paradoxurus hermaphroditus balicus Sody, 1933
- Paradoxurus hermaphroditus bondar (Desmarest, 1820)
- Paradoxurus hermaphroditus canescens Lyon, 1907
- Paradoxurus hermaphroditus canus Miller, 1913
- Paradoxurus hermaphroditus cochinensis Schwarz, 1911
- Paradoxurus hermaphroditus dongfangensis Corbet & Hill, 1992
- Paradoxurus hermaphroditus enganus Lyon, 1916
- Paradoxurus hermaphroditus exitus Schwarz, 1911
- Paradoxurus hermaphroditus hermaphroditus (Pallas, 1777)
- Paradoxurus hermaphroditus javanica Horsfield, 1824
- Paradoxurus hermaphroditus kangeanus Thomas, 1910
- Paradoxurus hermaphroditus laotum Gyldenstolpe, 1917
- Paradoxurus hermaphroditus lignicolor Miller, 1903
- Paradoxurus hermaphroditus milleri Kloss, 1908
- Paradoxurus hermaphroditus minor Bonhote, 1903
- Paradoxurus hermaphroditus musanga (Raffles, 1821)
- Paradoxurus hermaphroditus nictitans Taylor, 1891
- Paradoxurus hermaphroditus pallasii Gray, 1832
- Paradoxurus hermaphroditus pallens Miller, 1913
- Paradoxurus hermaphroditus parvus Miller, 1913
- Paradoxurus hermaphroditus philippinensis Jourdan, 1837
- Paradoxurus hermaphroditus pugnax Miller, 1913
- Paradoxurus hermaphroditus pulcher Miller, 1913
- Paradoxurus hermaphroditus sacer Miller, 1913
- Paradoxurus hermaphroditus scindiae Pocock, 1934
- Paradoxurus hermaphroditus senex Miller, 1913
- Paradoxurus hermaphroditus setosus Jacquinot & Pucheran, 1853
- Paradoxurus hermaphroditus simplex Miller, 1913
- Paradoxurus hermaphroditus sumbanus Schwarz, 1910
- Paradoxurus hermaphroditus vellerosus Pocock, 1934